# Закладочный комплекс
Закладочный комплекс (англ. stowage facilities) — совокупность сооружений и оборудования, обеспечивающих комплексную механизацию заполнения закладочным материалом выработанного пространства шахт, образуемого в результате выемки полезного ископаемого.

## Характеристики закладочных комплексов
- гидрозакладочные комплексы
- ёмкость аккумулирующих бункеров — более 2000м³
- угол наклона смесительных желобов — до 15º
- ёмкость смесительных воронок — до 6м³
- размер обезвоживания закладочного материала — до 95 %
- пневмозакладочные комплексы
- расстояние закладки — до 2000м
- радиус действия пневмозакладочной машины — до 500м
- производительность — до 250м³/ч
- закладочные комплексы твердеющей закладки
- транспортирование — до 3000м
- производительность — до 120м³/ч

## Применение закладочных комплексов
- приготовление закладочной смеси
- закладка выработанного пространства

## Рабочие инструменты закладочных комплексов
- 1. Гидрозакладочные комплексы
- дробильно — сортировочные установки
- аккумулирующие бункеры
- выпускные дозирующие устройства
- система водоснабжения
- смесительные устройства для приготовления закладочной гидросмеси
- транспортные нисходящие трубопроводы
- транспортные горизонтальные трубопроводы
- устройства для обезвоживания закладочного материала и управления отработанной водой
- система автоматического и дистанционного управления
- 2. Пневмозакладочные комплексы
- дробильно — сортировочные установки
- аккумулирующие бункеры
- выпускные дозирующие устройства
- средства промежуточного транспорта закладочного материала
- пневмозакладочную машину (загрузочный аппарат)
- транспортирующий трубопровод
- распределительный трубопровод
- система автоматического управления
- 3. Закладочные комплексы твердеющей закладки
- дробильно — сортировочные установки
- бункеры для подготовки и аккумулирования инертных заполнителей
- бункеры для подготовки компонентов вяжущего
- размольное оборудование для подготовки компонентов вяжущего
- дозирующие устройства
- смесительные устройства
- закладочные трубопроводы с устройствами пневмоподдува и очистки
- система автоматического управления

## Классификация закладочных комплексов
гидрозакладочные комплексы
- гидрозакладочные комплексы с естественным напором
- гидрозакладочные комплексы с искусственным напором

пневмозакладочные комплексы
- пневмозакладочные комплексы с доставкой породы с поверхности
- пневмозакладочные комплексы с полным использованием породы
- пневмозакладочные комплексы с частичным использованием породы

закладочные комплексы твердеющей закладки
- закладочные комплексы литой закладки
- закладочные комплексы жесткой закладки